# Polyrhabdoplana posttestis
Polyrhabdoplana posttestis är en plattmaskart som beskrevs av Ax 1967. Polyrhabdoplana posttestis ingår i släktet Polyrhabdoplana och familjen Otoplanidae. Inga underarter finns listade i Catalogue of Life.